# Heráclito y Demócrito (Rubens)
Heráclito y Demócrito es un cuadro del pintor Peter Paul Rubens, realizado en 1603, que se encuentra en el Museo Nacional de Escultura de Valladolid, España. 
El pintor lo realizó como encargo para el valido de Felipe III de España, Francisco Gómez de Sandoval Rojas y Borja, conocido como el Duque de Lerma. Tras pasar por diversas colecciones, en diciembre de 1999 fue vendido en subasta por el magnate sirio del petróleo Akram Ojjeh, en la sala Christie's de Londres, y lo adquirió el Ministerio de Cultura español por unas 661.000 libras esterlinas (unos 175 millones de pesetas).

## El tema

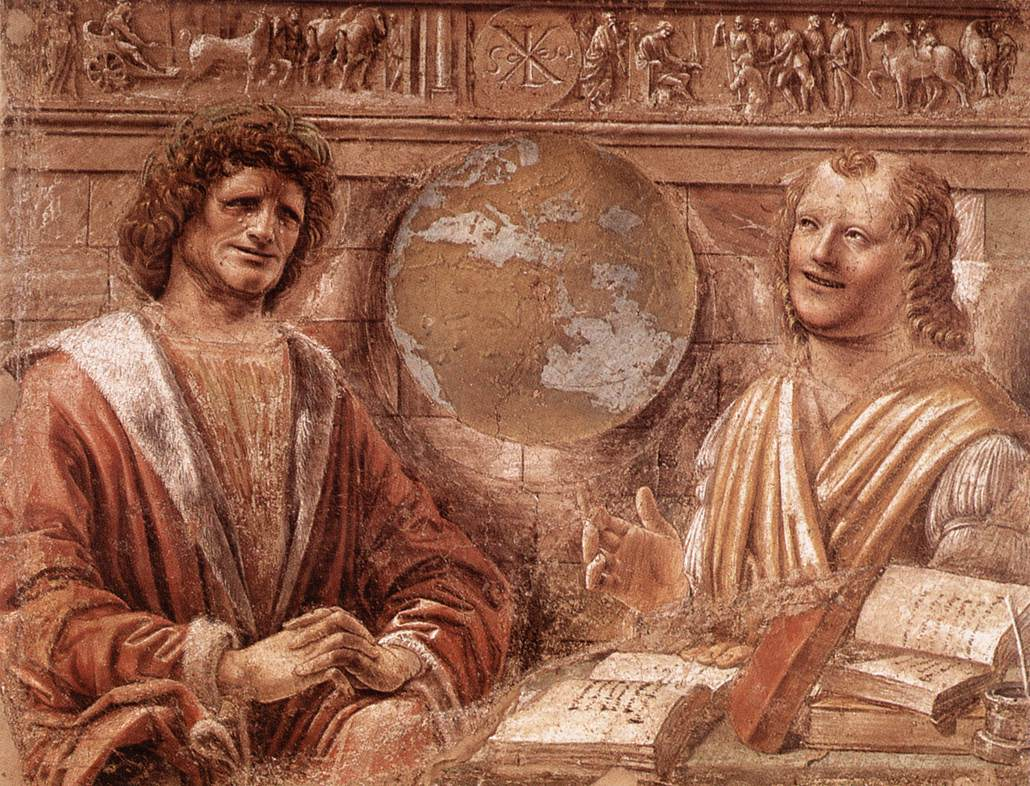
Heráclito y Demócrito, 1477, Donato d'Angelo Bramante.

La representación del tema artístico de Heráclito y Demócrito fue muy frecuente en el siglo XVII como contraposición del optimismo frente al pesimismo en la vida. Se representa a Heráclito de Éfeso y Demócrito, filósofos griegos del siglo V a. C.
En el cuadro se muestra a los dos filósofos representantes de caracteres opuestos mirando fijamente al espectador y colocados a ambos lados de un globo terráqueo en el que se aprecian los territorios del norte de Europa y centroeuropeos rodeados de mares, a modo de un portulano en el que es visible la rosa de los vientos. Sus identidades quedan aclaradas en inscripciones con caracteres griegos que recorren los bordes de sus mantos.
Existen varias obras con este nombre como la de Donato d'Angelo Bramante.